# Campeonato Russo de Futebol de 2003 - Segunda Divisão
O Campeonato Russo de Futebol - Segunda Divisão de 2002 foi o décimo segundo torneio desta competição. Participaram vinte e duas equipes. O nome do campeonato era "Primeira Divisão" (Perváia Divizion), dado que a primeira divisão era a "Liga Premier". O campeão e o vice são promovidos e cinco são rebaixados para a terceira divisão.

## Participantes
| Equipe                       | Cidade        | Região                 | No ano anterior                                                    | Estádio                     | Capacidade | Títulos                 | Participações |
| ---------------------------- | ------------- | ---------------------- | ------------------------------------------------------------------ | --------------------------- | ---------- | ----------------------- | ------------- |
| FC Lokomotiv Chita           | Chita         | Oblast de Chita        | Nono Lugar                                                         | Estádio Lokomotiv           | 12.500     | 0 (não possui)          | 12            |
| FC SOYUZ-Gazprom Ijevsk      | Ijevsk        | Udmúrtia               | Décimo Primeiro Lugar                                              | Estádio Central Republicano | 19.200     | 0 (não possui)          | 9             |
| PFC Spartak Nalchik          | Nalchik       | Cabárdia-Balcária      | Sexto Lugar                                                        | Estádio Spartak             | 14.400     | 0 (não possui)          | 10            |
| FC Kristall Smolensk         | Smolensk      | Oblast de Smolensk     | Décimo Lugar                                                       | Estádio Spartak             | 12.500     | 0 (não possui)          | 7             |
| FC Tom Tomsk                 | Tomsk         | Oblast de Tomsk        | Terceiro Lugar                                                     | Estádio Trud                | 15.000     | 0 (não possui)          | 8             |
| FC Volgar Gazprom Astracã    | Astracã       | Oblast de Astracã      | Décimo Quinto Lugar                                                | Estádio Central             | 21.500     | 0 (não possui)          | 5             |
| FC Amkar Perm                | Perm          | Oblast de Perm         | Quinto Lugar                                                       | Estádio Zvezda              | 19.500     | 0 (não possui)          | 5             |
| FC Lada Togliatti            | Togliatti     | Oblast de Samara       | Oitavo Lugar                                                       | Estádio Torpedo             | 18.000     | 1 (1993 (Zona Central)) | 8             |
| FC Khimki                    | Khimki        | Oblast de Moscovo      | Sétimo Lugar                                                       | Arena Khimki                | 18.000     | 0 (não possui)          | 3             |
| FC Kuban Krasnodar           | Krasnodar     | Krai de Krasnodar      | Quarto Lugar                                                       | Estádio Kuban               | 32.000     | 0 (não possui)          | 7             |
| FC Neftekhimik Nizhnekamsk   | Nizhnekamsk   | Tartaristão            | Décimo Quarto Lugar                                                | Estádio Neftekhimik         | 3.000      | 0 (não possui)          | 9             |
| FC Fakel Voronej             | Voronej       | Oblast de Voronej      | Décimo Terceiro Lugar                                              | Estádio da Central Sindical | 32.750     | 0 (não possui)          | 7             |
| FC SKA-Energiya Khabarovsk   | Khabarovsk    | Krai de Khabarovsk     | Décimo Segundo Lugar                                               | Estádio Lênin               | 15.200     | 0 (não possui)          | 4             |
| FC Dínamo São Petersburgo    | Petrogrado    | São Petersburgo        | Décimo Sexto Lugar                                                 | Estádio Petrovsky           | 21.570     | 0 (não possui)          | 3             |
| PFK Sokol Saratov            | Saratov       | Oblast de Saratov      | Rebaixado do Campeonato Russo de Futebol de 2002                   | Estádio Lokomotiv           | 15.000     | 0 (não possui)          | 10            |
| FC Anji Makhachkala          | Mahackala     | Daguestão              | Rebaixado do Campeonato Russo de Futebol de 2002                   | Estádio Dínamo              | 15.200     | 1 (1999)                | 4             |
| FC Baltika Kaliningrado      | Kaliningrado  | Oblast de Kaliningrado | Acesso pelo Campeonato Russo de Futebol de 2002 - Terceira Divisão | Estádio Baltika             | 14.000     | 1 (1995)                | 8             |
| FC Metallurg Lipetsk         | Lipetsk       | Oblast de Lipetsk      | Acesso pelo Campeonato Russo de Futebol de 2002 - Terceira Divisão | Estádio Metallurg           | 14.000     | 0 (não possui)          | 7             |
| FC Ural Sverdlovskaya Oblast | Ecaterimburgo | Oblast de Sverdlovsk   | Acesso pelo Campeonato Russo de Futebol de 2002 - Terceira Divisão | Estádio Central             | 30.000     | 0 (não possui)          | 2             |
| FC Terek Grozny              | Grózni        | Chechênia              | Acesso pelo Campeonato Russo de Futebol de 2002 - Terceira Divisão | Estádio Sultan Bilimkhanov  | 10.500     | 0 (não possui)          | 3             |
| FC Lisma Mordovia            | Saransk       | Mordóvia               | Acesso pelo Campeonato Russo de Futebol de 2002 - Terceira Divisão | Estádio Start               | 11.581     | 0 (não possui)          | 1             |
| FC Metallurg Novokuznetsk    | Novokuznetsk  | Oblast de Kemerovo     | Acesso pelo Campeonato Russo de Futebol de 2002 - Terceira Divisão | Estádio Metallurg           | 8.500      | 0 (não possui)          | 3             |

## Regulamento
O campeonato foi disputado no sistema de pontos corridos em turno e returno. Ao final, o campeão e o vice eram promovidos para o Campeonato Russo de Futebol de 2004 e cinco equipes eram rebaixadas diretamente para o Campeonato Russo de Futebol de 2004 - Terceira Divisão.

## Resultados do Campeonato
Amkar foi o campeão; junto com o vice, Kuban, foi promovido para a primeira divisão russa.

Fakel, Ural, Kristall, Volgar e Lada de Togliatti foram rebaixados para a terceira divisão russa.

Dínamo de São Petersburgo se licenciou antes do fim do campeonato e também foi rebaixado.

## Campeão
| Campeão Russo da Segunda Divisão de 2002 |
| ---------------------------------------- |
| FC Amkar Perm 1° Título                  |